# Clarence Paget
Pour les articles homonymes, voir Paget.
Clarence Edward Paget (17 juin 1811 - 22 mars 1895) est un marin, homme politique et sculpteur britannique.

## Carrière navale
Il est le fils cadet de Henry William Paget, et entre dans la Royal Navy en 1827 en tant qu'aspirant du cuirassé HMS Asia. Il participe à la bataille de Navarin en 1827. Promu commandant en 1834, il prend en charge le HMS Pearl et, promu capitaine en 1839, il commande le HMS Howe puis le HMS Aigle.
Il se présente sans succès, sous l'étiquette libérale pour Southampton en 1837. Il est finalement élu député de Sandwich en 1847, conservant le siège jusqu'en juillet 1852.
Il est secrétaire du maître général de l'Ordonnance de 1846 à 1853. Il commande le HMS Princess Royal dans l'expédition en Baltique pour la guerre de Crimée en 1854. De nouveau député de Southampton à partir de mars 1857, il est nommé secrétaire de l'amirauté en juin 1859 mais accepte les Chiltern Hundreds (c'est-à-dire démissionne) en mars 1866. Il est promu vice-amiral en 1865 et est commandant en chef de la flotte méditerranéenne de 1866 à 1869. Clarence Paget prend sa retraite en 1876 et est décédé en 1895 à l'âge de 83 ans.

## Famille
En 1852, il épouse Martha Stuart, la plus jeune fille de l'amiral Robert Otway (en).